# At the Coliseum
At the Coliseum es una presentación en vídeo del concierto del grupo internacional de crossover clásico Il Divo en el Coliseo Romano de Pula, en la costa del Mar Adriático de Croacia. Publicado el 8 de noviembre de 2008.
El DVD incluye una entrevista en profundidad de 30 minutos titulada La Promesa, Il Divo en Conversación.

## Lista de canciones
El espectáculo bellamente filmado incluye las versiones: 

| N.º | Título                                         | Escritor(es)                                                          | Duración |  |
| 1.  | «Amazing Grace»                                | Dave Arch, Urs Bühler, Sébastien Izambard, Carlos Marin, Tradizionale | 3:57     |  |
| 2.  | «La Fuerza Mayor - The Power of Love»          | Holly Johnson, Peter Gill                                             | 5:01     |  |
| 3.  | «Hallelujah»                                   | Leonard Cohen                                                         | 3:18     |  |
| 4.  | «The Winner Takes It All (Va todo al ganador)» | Benny Andersson, Björn Ulvaeus                                        | 3:48     |  |
| 5.  | «Adagio»                                       | Tomaso Albinoni                                                       | 4:37     |  |

## Personal

### Voz
- Urs Bühler
- Sébastien Izambard
- Carlos Marín
- David Miller